# Deez Nuts
Deez Nuts — хардкор группа из Мельбурна, Австралия.

## История
Группа образовалась в 2007 году после распада другой австралийской группы I Killed The Prom Queen, двое участников которой теперь играют в Deez Nuts. Это бывший ударник Джей Джей Питерс (теперь он в роли вокалиста) и басист Шон. Также в группе Бен Койт, Эндрю Нюфелд в качестве второго вокалиста. За свою историю группа прокатилась в туры по всему миру с такими группами, как Parkway Drive, Bring Me The Horizon, Architects, Suicide Silence, Emmure, The Amity Affliction и др. Весной 2012 года группа впервые выступила в России, дав концерты в Ростове-на-Дону, Брянске, Орле, Воронеже, Белгороде, Москве, Рязани и Санкт-Петербурге. В июне 2013 группа вернулась в Россию, на этот раз только в Москву и Санкт-Петербург.
В феврале 2021 года басист группы, Шон Кеннеди, покончил с собой.

## Участники группы

### Состав группы
- Джей Джей Питерс — вокал
- Мэтт Роджерс — гитара
- Шон Кеннеди — бас-гитара
- Алекс Салингер — ударные

## Дискография
- Rep Your Hood (EP) (2007)
- Stay True (2008)
- This One’s For You (2010)
- Fuck The World (2012)
- Band of Brothers (Single) (2013)
- Bout It! (2013)
- Word Is Bond (2015)
- Binge & Purgatory (2017)
- You Got Me Fucked Up (2019)

## Интересные факты
Группа получила название от песни Deeez Nuuuts Dr. Dre
В Марте 2012 года посетили Россию в рамках мирового турне.
10 июля 2015 выступали на фестивале «Огни» в России в городе Заречном.
В декабре 2016 были В Самаре в клубе Звезда